# Monika Pemper
Monika Pemper (* 9. Oktober 1986) ist eine kroatische Fußballspielerin.
Pemper debütierte am 7. Mai 2005 in einem Freundschaftsspiel gegen die Auswahl Mazedoniens. Es folgten sieben weitere Länderspiele. Stationen auf Vereinsebene sind bisher nicht bekannt.